# Bringing Down the Horse
Albums de The Wallflowers
The Wallflowers
(1992) (Breach)
(2000)
Bringing Down the Horse est le second album du groupe de rock The Wallflowers. L'album est sorti le 21 mai 1996 chez Interscope.

## Chansons de l'album
Toutes les chansons sont écrites et composées par Jakob Dylan.
| No  | Titre                                                                                         | Durée |
| --- | --------------------------------------------------------------------------------------------- | ----- |
| 1.  | One Headlightl                                                                                | 5:13  |
| 2.  | 6th Avenue Heartache                                                                          | 5:37  |
| 3.  | Bleeders                                                                                      | 3:41  |
| 4.  | Three Marlenas                                                                                | 4:59  |
| 5.  | The Difference                                                                                | 3:50  |
| 6.  | Invisible City                                                                                | 4:48  |
| 7.  | Laughing Out Loud                                                                             | 3:39  |
| 8.  | Josephine                                                                                     | 5:09  |
| 9.  | God Don't Make Lonely Girls                                                                   | 4:49  |
| 10. | Angel on My Bike                                                                              | 4:22  |
| 11. | I Wish I Felt Nothing                                                                         | 5:04  |
| 12. | Used to Be Lucky (uniquement disponible en bonus track sur l'édition japonaise)               |       |
| 13. | 6th Avenue Heatache (Acoustic) (uniquement disponible en bonus track sur l'édition japonaise) |       |
| 14. | Angel on My Bike (Acoustic) (uniquement disponible en bonus track sur l'édition japonaise)    |       |

## Personnel
- Jakob Dylan – guitare, chant
- Rami Jaffee – orgue Hammond B3, claviers, piano
- Greg Richling – basse
- Michael Ward – guitare, chœur
- Mario Calire – batterie, percussions
- T-Bone Burnett – producteur